# Schatz (Einheit)
Schatz war ein Feld- und Flächenmaß an vielen Orten im Elsass. Es war für die Vermessung von Weinbergsland bestimmt. Das Maß wurde auf Rechnungen für die Erbpacht schon 1347 (Sulz) und 1351 (Sennheim) erwähnt.
- 1 Schatz = 30 Quadratruten = ⅓ Juchart[2]

Die Quadratrute war mit 30 Ruten Länge und 1 Rute Breite festgelegt.